# Doc's da Name 2000
| Críticas profissionais | Críticas profissionais |
| Avaliações da crítica  | Avaliações da crítica  |
| Fonte                  | Avaliação              |
| ---------------------- | ---------------------- |
| Allmusic               | [ 1 ]                  |
| The A.V. Club          | (mixed)                |
| Robert Christgau       | (A-)                   |
| Los Angeles Times      | [ 4 ]                  |
| NME                    | (8/10)                 |
| The New York Times     | (favorable)            |
| RapReviews             | (8/10)                 |
| Rolling Stone          | [ 8 ]                  |
| Vibe                   | (favorable)            |
| The Village Voice      | (favorable)            |

Doc's da Name 2000 é o quarto álbum de Redman. Foi um top seller, sendo certificado como disco de platina em menos de dois meses depois do lançamento, com mais de 1,045,186 cópias vendidas. Chegou ao décimo primeiro lugar da Billboard 200.
A canção "Let Da Monkey Out" apareceu no filme Syriana em 2005.

## Track listing
| #  | Título                                      | Produtor(es)               | Cantor(es)                                              | Duração |
| -- | ------------------------------------------- | -------------------------- | ------------------------------------------------------- | ------- |
| 1  | "Welcome 2 Da Bricks"                       | Reggie Noble               |                                                         | 1:56    |
| 2  | "Let Da Monkey Out"                         | Erick Sermon               |                                                         | 3:14    |
| 3  | "I'll Bee Dat!"                             | Rockwilder                 |                                                         | 4:31    |
| 4  | "Get It Live"                               | Erick Sermon               |                                                         | 3:15    |
| 5  | "Who Took Da Satellite Van (Skit)"          |                            | Nadja Green Parker                                      | 0:46    |
| 6  | "Jersey Yo"                                 | Reggie Noble, Gov Mattic   |                                                         | 3:18    |
| 7  | "Cloze Ya Doorz"                            | Erick Sermon               | Diezzel Don, Double-O, Gov Mattic, Roz, Tame, Young Zee | 3:59    |
| 8  | "I Don't Kare"                              | Erick Sermon, Reggie Noble |                                                         | 3:20    |
| 9  | "Boodah Break"                              | Erick Sermon               |                                                         | 1:51    |
| 10 | "Million Chicken March (2 Hot 4 Tv) (Skit)" |                            | Nadja Green Parker & Tanisha Green                      | 1:21    |
| 11 | "Keep On '99"                               | Erick Sermon               |                                                         | 4:30    |
| 12 | "Well All Rite Cha"                         | Erick Sermon               | Method Man                                              | 4:15    |
| 13 | "Pain in Da Ass Stewardess (Skit)"          |                            |                                                         | 2:05    |
| 14 | "Da Goodness"                               | Reggie Noble               | Busta Rhymes                                            | 4:09    |
| 15 | "My Zone!"                                  | Reggie Noble               | Markie, Shooga Bear                                     | 2:37    |
| 16 | "Da Da DaHHH"                               | Erick Sermon               |                                                         | 3:59    |
| 17 | "G.P.N. (Skit)"                             |                            | Nadja Green Parker & Tanisha Green                      | 2:07    |
| 18 | "Down South Funk"                           | Erick Sermon               | Erick Sermon, Keith Murray                              | 3:40    |
| 19 | "D.O.G.S."                                  | Erick Sermon               |                                                         | 3:50    |
| 20 | "Beet Drop"                                 | Reggie Noble               |                                                         | 1:12    |
| 21 | "We Got Da Satelite Van (Skit)"             |                            | Nadja Green Parker                                      | 0:57    |
| 22 | "Brick City Mashin'"                        | Erick Sermon               |                                                         | 3:11    |
| 23 | "Soopaman Lova IV"                          | Reggie Noble               | Dave Hollister                                          | 2:24    |
| 24 | "I Got A Seecret"                           | Roni Size                  |                                                         | 3:30    |

## Samples
- "Welcome 2 Da Bricks" (intro)
- :"Black Wonders of the World" by Billy Paul
- "Let da Monkey Out"
- :"Stomp and Buck Dance" by The Crusaders
- "I'll Bee Dat"
- :"Who Am I Sim Simma" by Beenie Man
- "Jersey Yo!"
- :"Shoo-B-Doop and Cop Him" by Betty Davis
- :Also interpolates "Once upon a Time in tha Projects" by Ice Cube
- "I Don't Kare"
- :"Super Thug" by N.O.R.E.
- :"Top Billin'" by Audio Two
- "Boodah Break"
- :"Beats to the Rhyme" by Run-DMC
- :"Caught, Can I Get A Witness" by Public Enemy
- "Keep On '99"
- :"She's Swallowed It" by N.W.A.
- :"Can't Run, Can't Hide" by Ray J
- "Da Goodness"
- :"Caravan" by Buddy Merrill
- "Da Da Dahhh"
- :"It's a Sad Song" by Don Julien
- "D.O.G.S."
- :"Atomic Dog" by Parliament/Funkadelic
- :"Ladies in da House" by Aaliyah
- "Beet Drop"
- :A sampled interpolation of "It's the New Style" by Beastie Boys
- "Brick City Mashin'!"
- :"Genius of Love" by Tom Tom Club

## Posição nas paradas
| Ano  | Álbum              | Melhor posição | Melhor posição         | Melhor posição |
| Ano  | Álbum              | Billboard 200  | Top R&B/Hip Hop Albums |                |
| 1998 | Doc's da Name 2000 | 11             | 1                      |                |